# Nemer
Nemer är ett förnamn som är ett mansnamn som förekommer i Asien. Nemer kommer ifrån arabiskan och betyder "tiger". Det finns år 2008 39 personer i Sverige som heter Nemer i förnamn.